# کریستیان ششم
کریستیان ششم دانمارک (انگلیسی: Christian VI of Denmark؛ ۳۰ نوامبر ۱۶۹۹ – ۶ اوت ۱۷۴۶) از سال ۱۷۳۰ تا ۱۷۴۶ میلادی پادشاه دانمارک-نروژ بود. وی بزرگ‌ترین پسر فردریک چهارم دانمارک در واپسین روزهای حیات پدرش بود.
با اینکه او یکی از پادشاهان نسبتاً نامشهور دانمارک است. اما او یک سیاستمدار ماهر و در عین حال مستبد به شمار می‌رفت. او اولین پادشاه از خاندان اولدنبورگ بود که از ورود به هر جنگی خودداری کرد. او با سوفیا مجدلیه از براندنبورگ-کولمهچ ازدواج کرد. شعار انتخابی او: "deo et populo" (برای خدا و مردم) بود. پس از مرگش، پسرش فردریک پنجم بر تخت پادشاهی نشست.